# Membrane (organologie)
Pour les articles homonymes, voir Membrane.
 (août 2024).
Si vous disposez d'ouvrages ou d'articles de référence ou si vous connaissez des sites web de qualité traitant du thème abordé ici, merci de compléter l'article en donnant les références utiles à sa vérifiabilité et en les liant à la section « Notes et références ».

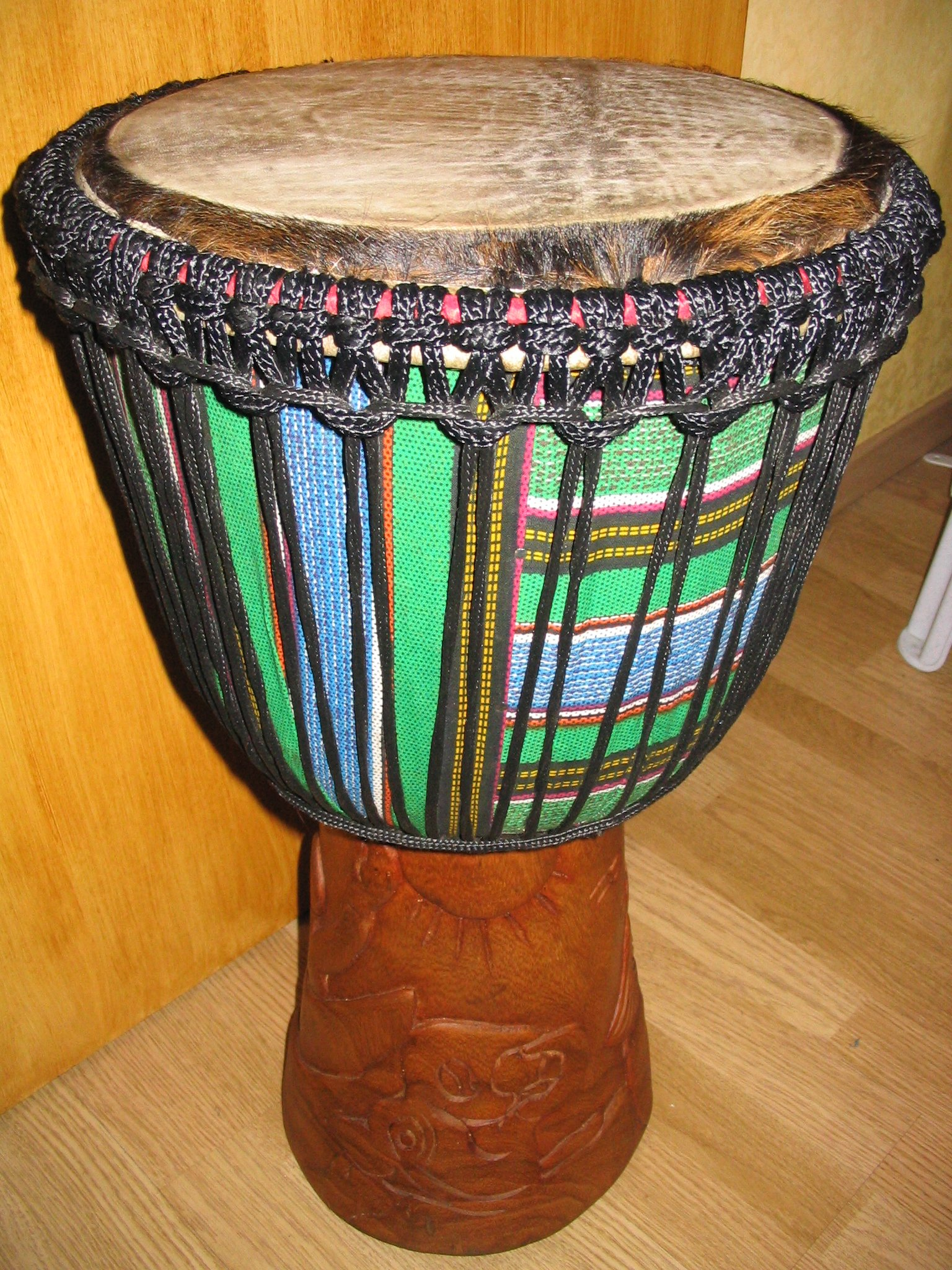
Un djembé, dont la membrane est en peau.

En organologie, une membrane est une surface élastique — de la peau, un boyau, du tissu, de la matière plastique, etc. — tendue sur un support dont la mise en vibration constitue la source sonore des instruments membranophones.

## Description

### Accordable
La hauteur du son émis dépend de la tension relative de la membrane sur son support : celle-ci est donc accordable. La principale caractéristique des timbales est la possibilité de les accorder afin d'obtenir des hauteurs précises, ce qui est assez rare pour les instruments de percussion à membrane. 

### Peaux naturelles et peaux synthétiques
Il existe deux types de peaux avec lesquelles les timbales sont fabriquées : les peaux naturelles (mouton, chèvre, veau) comme pour les orchestres de Vienne, Berlin, ou encore Dresde, et les peaux synthétiques (matière plastique) ; ces dernières résonnant trop fort et trop longtemps, les timbaliers tendent de nos jours à les abandonner au profit des peaux naturelles.